# Good Feeling (EP)
Good Feeling là một đĩa mở rộng của nam rapper người Mỹ Flo Rida. EP bao gồm nhiều hit lớn của anh và chỉ phát hành duy nhất ở Úc để quảng bá cho tour diễn của anh ở đây.

## Danh sách ca khúc
EP trên iTunes
1. "Good Feeling"
2. "Wild Ones" (hợp tác với Sia)
3. "Club Can't Handle Me (hợp tác với David Guetta)
4. "Turn Around (5, 4, 3, 2, 1)"
5. "Who Dat Girl" (hợp tác với Akon)
6. "Low" (hợp tác với T-Pain)
7. "Good Feeling" (Carl Tricks remix)
8. "Good Feeling" (Jaywalker remix)

## Xếp hạng
| Bảng xếp hạng (2012)         | Vị trí cao nhất |
| ---------------------------- | --------------- |
| Australian ARIA Albums Chart | 12              |
| New Zealand Albums Chart     | 5               |